# گابریل تارکوینی
گابریل تارکوینی (ایتالیایی: Gabriele Tarquini؛ زادهٔ ۲ مارس ۱۹۶۲ در جولیانوا) رانندهٔ سابق مسابقات اتومبیل‌رانی اهل ایتالیا است که از فصل ۱۹۸۷ تا ۱۹۹۲، و دوباره در فصل ۱۹۹۵ در مجموع در ۷۸ گراند پری از مسابقات جهانی فرمول یک شرکت کرد.
او در طول دوران فعالیت خود در فرمول یک تنها ۱ امتیاز را به نام خود به‌ثبت رساند.